# 1408 (film)
1408 je ameriška psihološka grozljivka iz leta 2007, ki je bila posneta po kratki istoimenski zgodbi Stephena Kinga. Film je režiral švedski režiser Mikael Håfström, v njem pa igrajo John Cusack, Samuel L. Jackson, Mary McCormack, Tony Shalhoub, Len Cariou, Isiah Whitlock, Jr. in Jasmine Jessica Anthony. Film je izšel 22. junija 2007 v ZDA čeprav je na spletni strani podan datum 13. junij.
Film sledi Mikeu Enslinu, pisatelju, specializiranemu predvsem za grozljivke. Njegova kariera temelji na raziskovanju krajev, kjer naj bi strašilo, katere pogosto zapusti razočaran in pesimističen. Ko prejme anonimno pismo, Mike izve za Hotel Dolphin v New Yorku, kjer se nahaja zloglasna soba 1408. Poln zanimanja a skeptičen se odloči prespati eno noč v sobi, čeprav mu menedžer Gerald Olin to močno odsvetuje. Film spremlja Mikeove bizarne izkušnje v sobi 1408.

## Vsebina
Mike Enslin (John Cusack) je ciničen in skeptičen pisatelj, ki se po smrti hčere Katie (Jasmine Jessica Anthony) odtuji od svoje žene. Utrujen in čustveno nedotakljiv Mike piše uspešne knjige o nadnaravnih dogodkih, v katere sam ne verjame. Po izidu svoje zadnje knjige dobi anonimno razglednico, na kateri je Delfin, hotel na aveniji Lexington v New Yorku, na njej pa piše »Ne hodi v sobo 1408«. To vzame kot izziv, zato rezervira sobo v hotelu. Menedžer hotela, Gerald Olin (Samuel L. Jackson), ga skuša prepričati, da ne bi najel te sobe, saj je v 95. letih v njej umrlo 56 ljudi in nihče ni preživel več kot uro v njej. Vse naj bi se začelo, ko je poslovnež Kevin O'Malley v tej sobi naredil samomor, kmalu po odprtju hotela. Mike, ki v nadnaravne reči ne verjame, vztraja da želi ostati v tej sobi. Olin pa mu odvrne, da v njej ne straši ampak je »soba zlobna«.
Ko je enkrat v sobi, jo Mike opiše in posname s svojim snemalcem zvoka. Takrat začne radio igrati pesem »We've Only Just Begun« skupine The Carpenters. Mike meni, da ga poskuša Olin le prestrašiti. Ob 20:07 začne pesem spet igrati in digitalna ura začne odštevati. Mike začne dobivati privide duhov prejšnjih žrtev in svoje družine, vključno s svojim očetom in hčerko Katie. Mike skuša zapustiti sobo, vendar je nikakor ne more.
Mike s prenosnikom pokliče svojo odtujeno ženo Lily (Mary McCormack) in jo prosi, naj pokliče policijo, vendar računalnik preneha delovati. Temperatura v sobi se spusti pod ničlo, ko računalnik začne ponovno delovati. Lily mu pove, da je policija preiskala sobo 1408, vendar je ta prazna. Nato se v video klepetu pojavi Mikeov dvojnik, ki prosi Lily, naj pride v sobo in na koncu pomežikne Mikeu. Soba se začne tresti in iz slike v postelji, na kateri je naslikana ladja v nevihti, začne liti voda. Mike se zbudi na plaži in doživi nesrečo med deskanjem, ki smo jo videli prej v filmu. Njegovo življenje nato teče naprej in pobota se z Lily. Ker Mike meni, da so bile izkušnje s sobo 1408 le sanje, ga Lily opogumlja, naj napiše knjigo o njej. Ko obišče pošto, tam prepozna zaposlene Hotela Delfin. Zave se, da je še vedno ujet v sobi 1408. Pojavi se Katiein duh, ki umre v Mikeovem naročju. Odštevanje ure pride do konca in soba se spremeni v normalno stanje.
Mike nato zažge sobo in jo namerava uničit. Uleže se na tla in se začne smejati svoji zmagi nad sobo, ko ga iz nje rešijo gasilci. Olin v svoji pisarni reče: »Bravo g. Elsin«.
Mike preživi in se vrne domov k Lily. Skupaj prebolita Kateino smrt in zaživita znova. 

## Drugi konci
Poleg konca, ki so ga predvajali v kinih so bili ustvarjeni še trije drugi. Odločitev za snemanje treh koncev je temeljila na režiserjevem prepričanju, da je Kingov namen v njegovi izvirni kratki zgodbi pustiti konec dvoumen. Noben od štirih koncev se ne ujema s koncem iz Kingove izvirne kratke zgodbe.
Režiser Mikael Håfström je povedal, da je bil konec filma 1408 zamenjan, saj ko ga je testna publika videla, nad njim ni bila najbolj navdušena. Prva alternativa je bila nato prikazana v kinematografih. 

### Izviren konec (neuporabljen)
Izviren konec je prikazoval Mika, kako umira v ognju, vendar srečen, saj je bila soba uničena. Med Mikovim pogrebom pride Olin do Lily in Sama ter neuspešno skuša dati Lily škatlo z Mikovimi predmeti, vključno s posnetkom. Olin je prepričan, da je bila soba uspešno uničena in da ne more več škodovati nikomur. Kmalu predvaja Mikov posnetek v avtomobilu in zasliši Katiein glas na njem. V ogledalu avtomobila nato zagleda deklico, na svojem zadnjem sedežu pa še zgorelo Enslinovo truplo. Deklico potem vidi še enkrat, kako odide s svojim očetom. Olin vrne posnetek v škatlo in se odpelje. Zadnji prizor prikazuje Mika kako kadi cigareto, ko sliši svojo hči, da ga kliče. Ko odide proti njej, Mike izgine, vrata se zaprejo in film se konča.
Ta konec je možno videti na Blu-ray izdajah in na posebnih izdajah na dveh CD-jih. Kanadska programa Space in The Movie Network, ter ameriška spletna stran FX so prikazovale ta konec. Prav tako ga je mogoče videti na britanskih in avstralskih DVD-jih ter na ameriških iTunesih, Netflixu in Amazon Primu.

### Drugi konec
Drugi konec uporabi elemente iz izvirnega konca ter iz konca, ki so ga predvajali v kinih. Mike umre v požaru. Olin pripomni »Bravo g. Eslin. Bravo.« a konec je brez prizora s pogreba. Sam se vrne v svojo pisarno v New Yorku, kjer pregleda pošto in najde tudi Mikovo poročilo o sobi 1408, ki je bilo napisano po tistem, ko je Mike mislil, da se je le zbudil iz sanj. Sam prebere poročilo in v sobi je mogoče slišati glas Mikovih izkušenj. V zadnjem prizoru se vrata Samove pisarne zaprejo in glas Mikovega očeta reče: »Kot sem bil jaz, si ti. Kot sem jaz, boš ti.«

### Tretji konec
V tretjem koncu Mike preživi in se preseli v Los Angeles z Lily. Ko Mike predvaja posnetek s Katiinim glasom iz sobe 1408, je Lily videti šokirana, Mike pa začudeno strmi vanjo. Ta konec je bil predvajan na avstralskem predvajalniku Presto in na japonskem Netflixu. Netflix na Nizozemskem je prav tako prikazoval ta konec, vendar ga je kasneje spremenil v tistega, ki so ga prikazovali v kinih.